# اندی ریکتر
اندی ریکتر (به انگلیسی: Andy Richter) (زاده ۲۸ اکتبر ۱۹۶۶) بازیگر آمریکایی است.

## فیلم‌شناسی
از فیلم‌های معروف او می‌توان به فیلم دقیقه نیویورک، خط صورتی نازک، نیمه حرفه‌ای، اگر می‌دانستم یک نابغه هستم، دختر رئیس من و روز دوست دختر (۲۰۱۷) اشاره کرد.